# Кириков, Иннокентий Ильич
Иннокентий Ильич Кириков (1858—?) — русский военачальник, генерал-майор.

## Биография
Родился 25 сентября 1858 года в православной семье, из сибиряков.
Закончил Сибирский кадетский корпус в 1877 году. 8 августа 1877 года поступил в 3-е военное Александровское училище.
Был командиром батальона 14-го Восточно-Сибирского стрелкового полка. Начальник 5-го участка 2-го отдела Восточного отряда с 16 сентября (28 сентября по новому стилю) 1904 года. Командующий 16-м Восточно-Сибирским стрелковым полком с октября 1904 года.
Участник Русско-японской войны.
Согласно Списков полковникам по старшинству от 2 мая 1907 года.
Дата и место смерти неизвестны. Был женат, имел пятерых детей.

## Награды
- Награждён орденом Св. Георгия 4-й степени (7 июля 1907) и Золотым оружием с надписью «За храбрость» (9 декабря 1904)[3].
- Также награждён другими орденами Российской империи.